# Gene Anthony Ray
Pour les articles homonymes, voir Ray.
Gene Anthony Ray, né le 24 mai 1962 à Harlem et mort le 14 novembre 2003 à New York, est un acteur et  danseur américain. Il est surtout connu pour son rôle de Leroy Johnson dans le film Fame (1980) d’Alan Parker et la série dérivée de 1982 à 1987.

## Biographie
Né à Harlem, New York, Gene a grandi sur West 153rd Street. Ironie de l’histoire, il a fréquenté la New York High School of the Performing Arts dont est inspiré le film Fame, mais il fut remercié au bout d’un an, car comme le dira sa mère plus tard, « c’était un enfant trop sauvage pour une école aussi disciplinée ».
Gene a également étudié la danse au lycée Julia Richmond High School, où il auditionnera pour le chorégraphe Louis Falco de Fame. Tout comme son personnage dans Fame, malgré le peu de formation professionnelle, c’est son talent brut qui lui permettra de décrocher son rôle pour le film.

## Carrière
En dépit du succès du film, la série télé ne sera diffusée que deux saisons sur la chaîne NBC (1982-1983). Celle-ci sera ensuite produite par MGM Television pour le marché de la syndication (chaînes locales) exclusivement de 1983 à 1987. 
Gene Anthony Ray est également apparu au cinéma dans Out of Sync (1995), réalisation de sa partenaire dans Fame Debbie Allen et dans une comédie de Whoopi Goldberg, Eddie (1996).
Il a joué aussi dans le téléfilm de Gérard Vergez  : Vendredi ou la Vie sauvage (téléfilm), d'après Michel Tournier, avec Michael York dans le rôle de Robinson.
En 2001 Marco Papa, un artiste italien, se met à la recherche de Gene Anthony Ray, qui était entretemps rentré à New York chez sa mère, pour l’impliquer dans son projet artistique Dancing on the Verge, une recherche entre succès et échec. Il en découle un livre intitulé Dancing on the Verge, où sculptures, vidéos et multimédia documentent et témoignent de son parcours. 
Ray meurt le 14 novembre 2003 des suites de complications liées à un accident vasculaire cérébral survenu en juin de la même année et au SIDA dont Gene Anthony Ray était atteint depuis 1996.